# 比企藤十郎
比企 藤十郎（ひき とうじゅうろう）は、江戸時代前期の旗本。比企能員の末裔を称する比企家600石の当主であったが、1696年に追放処分を受け、武蔵国比企郡で帰農した。
旗本比企家には他にも「藤十郎」を通称とする人物がいるが、本記事では旗本としての最後の当主を扱う。実名については「稚久」と翻刻する書籍がある一方、「雅久」とも紹介されている。

## 生涯
旗本比企家は、鎌倉時代の豪族・比企能員の末裔を称する。本記事の藤十郎は、大番組頭を務めた比企久員（藤十郎・次左衛門）の子として生まれた。寛文11年（1671年）2月28日に徳川家綱に御目見。父の死に伴い延宝8年（1680年）9月7日に家督を継ぐ。天和3年（1683年）閏5月21日に大番入りした。
元禄9年（1696年）8月21日、藤十郎は追放処分を受けた。『寛政重修諸家譜』では「かねて殺生を禁ぜられしに是を犯せしことありしにより追放せられ」とある。元禄13年（1700年）5月20日に罪を赦されているが、旗本としては系譜が絶えている。
『新編武蔵国風土記稿』によれば比企藤十郎は「営中にて矢負鳥の虚言をかたりしこと常憲院殿の御聞に達し御糺明ありて追放せられける」という。「矢負鳥」は矢が刺さって落ちた鳥のことである。江戸市中において鳥類は鷹狩との関係もあるため幕府の管理対象とされており、落鳥は届け出を行ってしかるべき行政処理を受ける必要があった。『徳川実紀』によれば「矢を負いし鴨のことにより偽言を申せしとして」小普請奉行の飯田伴有（次郎右衛門）が伊豆大島に流罪となり、比企藤十郎も「おなじ事によりて」追放されたとある。
『新編武蔵国風土記稿』によれば、藤十郎は先祖ゆかりの地である中山村（現在の埼玉県比企郡川島町中山）に土着した。その子孫である比企道作（諱は貞員）は村で医師を務めている。